# Паровые танки

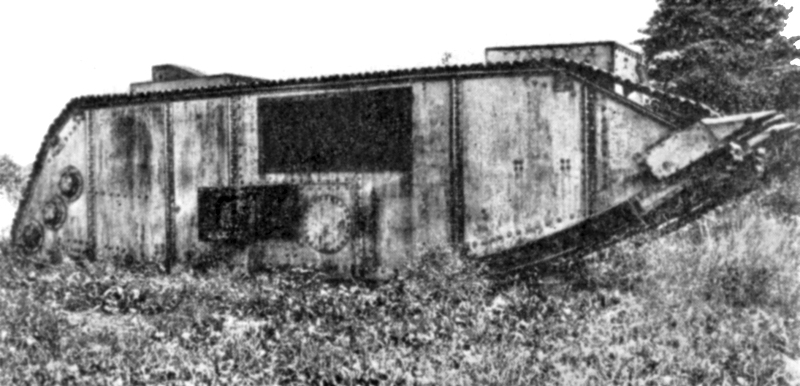
Паровой танк Инженерного корпуса США; спонсоны не смонтированы или сняты

Паровой танк — танк, приводимый в действие паровой машиной.

## СССР
Существуют архивные документы, где указывается, что 14 марта 1936 г. АБТУ РККА заключило с Коломенским машиностроительным заводом договор на изготовление опытного образца паросиловой установки мощностью 600 л. с. (в документах она проходит, как ПТ) для установки её в тяжелый танк Т-35. Один танк Т-35 был передан Коломенскому заводу им. Куйбышева для отработки на нём паросиловой установки. Танк в переписке назывался ПТ-35 (Паровой танк). Однако больше документов на эту тему не нашлось, и был ли танк переведен на паровую тягу — установить не удалось.

## США
Первоначальный проект танка был разработан офицером из Инженерного корпуса США, после чего разработка была инициирована генералом Джоном А. Джонсоном при поддержке компании Endicott-Johnson Shoe Company и финансировании бостонского банка Phelan and Ratchesky (стоимость создания машины составила приблизительно 60000$). Двигатели были заказаны у компании Stanley Motor Carriage Company, производившей паровые автомобили.
В начале 1918 года был завершён единственный экземпляр машины, после чего в апреле того же года, он был продемонстрирован широкой публике на нескольких парадах.

## Югославия
В книге В. А. Добровольского «Современные паровые автомобили и тракторы» со ссылкой на ряд советских и иностранных журналов упоминается югославский «лёгкий танк Иллирийского королевства», оснащённый паровым двигателем.

## Общий интерес к установке
Интерес военных к установке паровой машины на танке понятен: паровой двигатель может работать на любом «подножном» твёрдом топливе и не зависеть от централизованных поставок моторного топлива, чем достигается высокая тактическая мобильность и независимость от баз снабжения такого типа боевых машин. Однако эта идея так и не была воплощена в эффективной технике.